# Syllepte ochritinctalis
Syllepte ochritinctalis là một loài bướm đêm trong họ Crambidae.